# SOYJOY

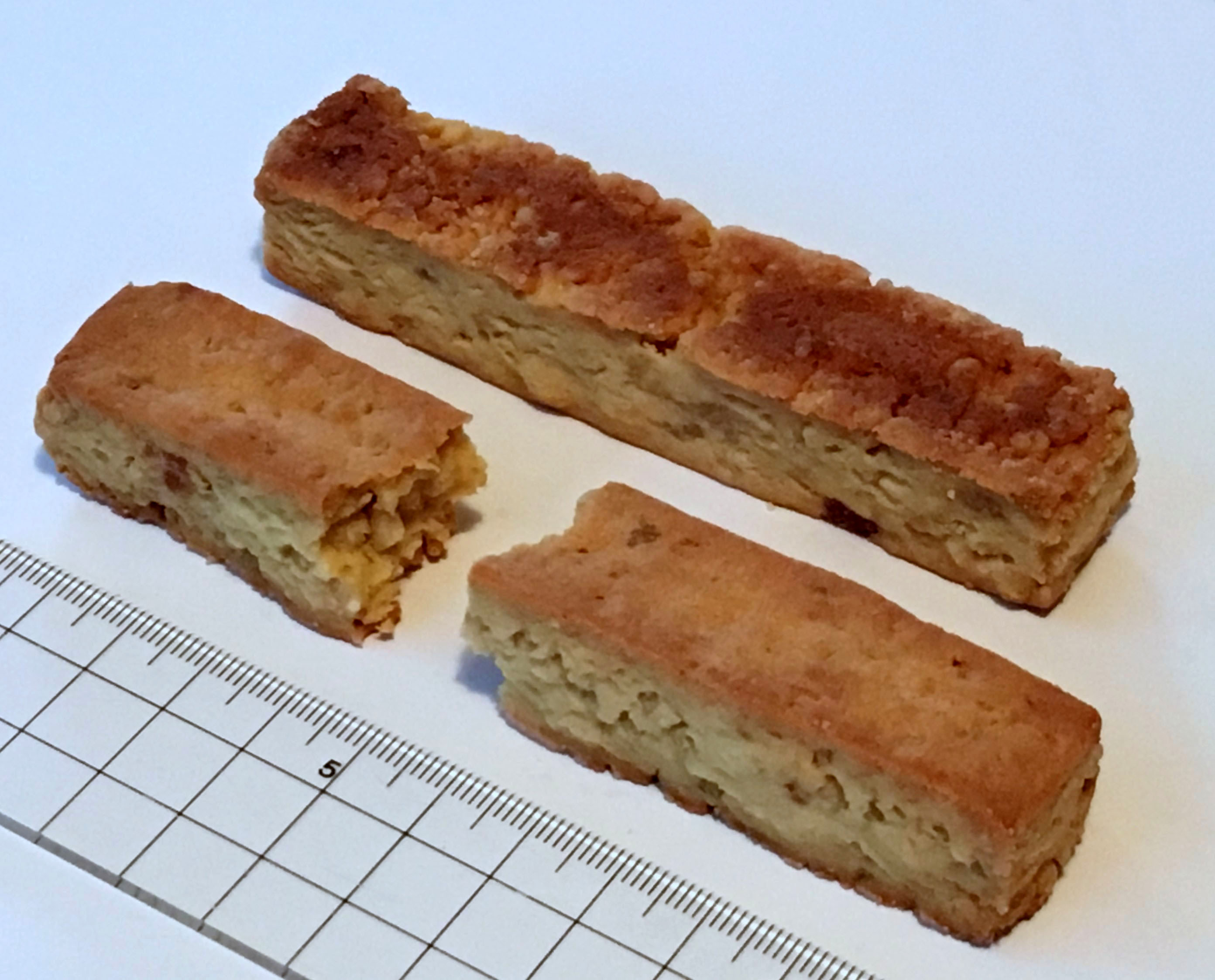
ソイジョイ クリスピー プレーン

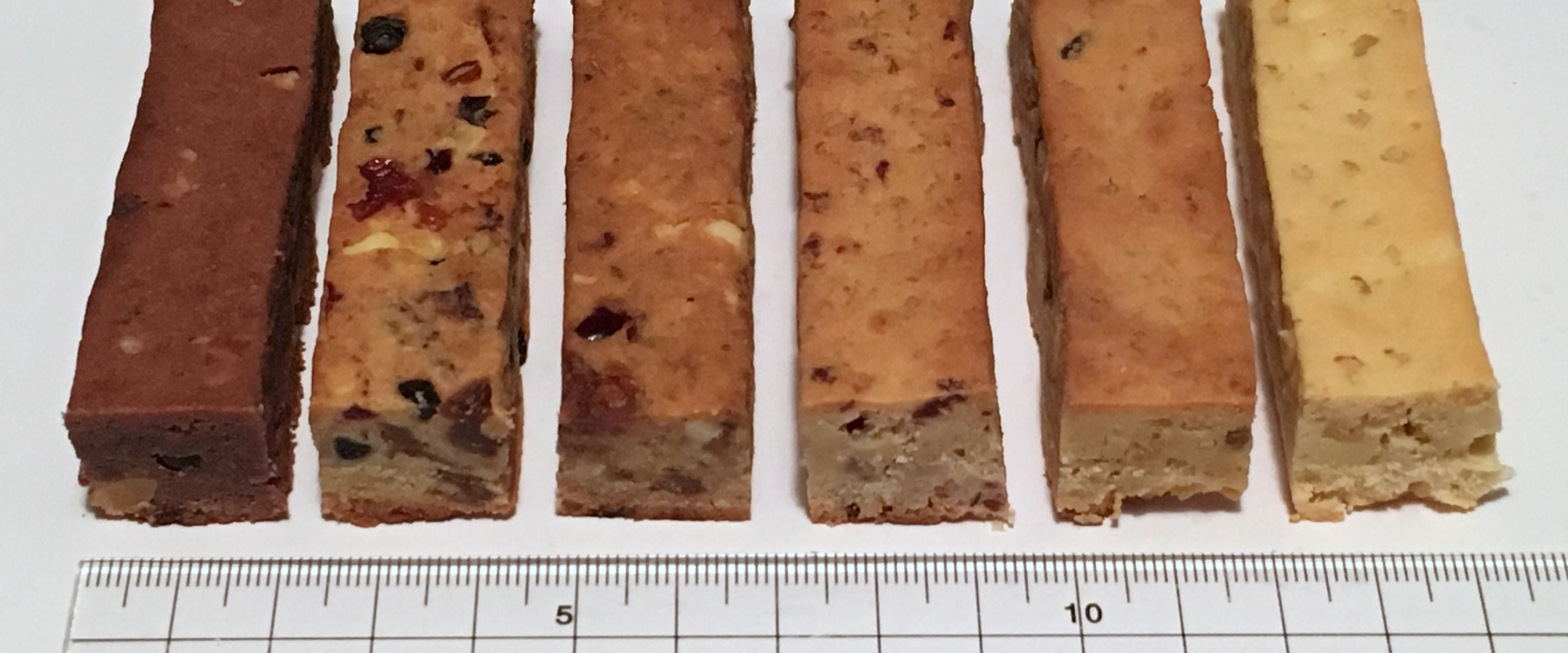
各種バリエーション

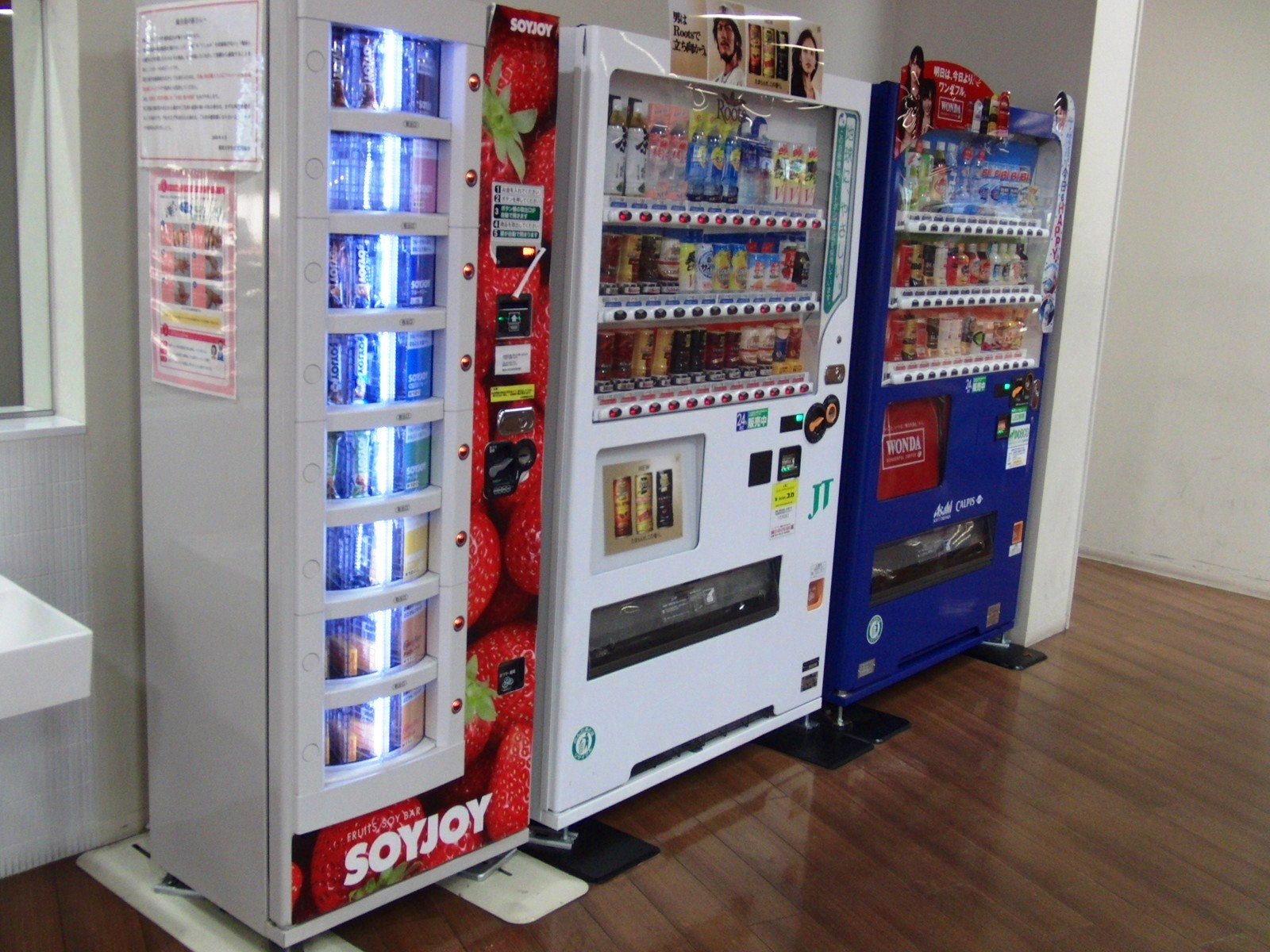
自販機（関西大学凛風館食堂、2012年）

SOYJOY（ソイジョイ）は、大塚製薬が販売している大豆粉を使用した固形状の栄養食品である。ただし分類上は「菓子」であり、同社のカロリーメイトのような栄養調整食品ではない。

## 概要
- 2006年4月3日に“大豆の新ケイタイ”として発売され、当初はレーズンアーモンド、カカオオレンジ、アプリコット、サンザシの4種類だったが同年10月3日にマンゴーココナッツとアップル、2007年10月1日にはプルーンFeプラス、さらに2008年4月1日にストロベリーが追加発売。いずれも洋風焼き菓子の様な作りでドライフルーツやナッツが使用されている。発売当時のメーカー希望小売価格は1個あたり121円（消費税[注 1]込み）だった。
  - 2008年9月17日からプルーンFeプラスのデザインが変わり、オリジナルシリーズとプラスシリーズに分けられた。プラスシリーズの第2弾として同年10月1日には、オレンジ葉酸プラス、プラスシリーズの第3弾として2009年4月1日にはバナナCaプラスが追加発売。オリジナルシリーズの新製品として同年9月29日にブルーベリー、2011年4月11日にフルーティートマト、2013年4月24日にピーナッツ、2014年4月21日にアーモンド&チョコレートが追加発売されたが、アプリコットとマンゴーココナッツがオリジナルシリーズのラインナップから外れたため12種類となった[1]。
- 小麦粉の代わりに大豆粉を使用しているのが特徴。これにより、大豆タンパク、大豆イソフラボン、食物繊維など、大豆の栄養が自然な形で摂取できる[注 2]。またGI値の低い食品としてダイエットにも効果的であるとアピールしている。
- 中華人民共和国やアメリカ合衆国、大韓民国、台湾（金車大塚股份有限公司）、インドネシア（P.T.アメルタインダ大塚）でも販売されている。
- 上記のシリーズは1本30 g・130 kcal前後であるが、1本を18 g前後と小さくし80 kcalに統一した「カロリーコントロール80」も2007年に発売された。レーズンアーモンド・カカオオレンジ・アップル・ストロベリーの4種類がセットで販売されている。

## 広告
- 発売当初から2007年5月までは、イメージキャラクターにみのもんたを起用。「みのもんたは、ビズブレイク」という広告コピーで、忙しい合間にもおいしく栄養補給ができるなど手軽さを訴求。なお、末期には小林麻央との共演となっていた。
- 2007年6月以降は、豊川悦司と田中麗奈を起用[注 3]。大手家電メーカの営業企画部に所属する課長（豊川）とOL（田中）によるダイエットをめぐる掛け合いを通じて、「提案! ランチダイエット」という広告コピーを展開。CM中の豊川の台詞である「これ、大豆ですから」が流行語の兆し。忙しい社会人のダイエットサポート食品としての提案型広告を展開していた。なお、2008年からはキャラクター設定が変えられ、田中は映画女優を目指す元アイドル、豊川は彼女のマネージャーとなっていた。
- 2009年度は豊川、田中に薬師丸ひろ子を加えた三名による、アパレル会社を舞台にした新シリーズが展開されていた（豊川＝デザイナー、田中＝アシスタント、薬師丸＝社長）。
- 2010年度は歌手の福原美穂を起用、CMソングも福原が歌っている。
- 2013年、瑛太をTVCMとウェブムービーのCMキャラクターに起用[2]。
- 2016年、「ソイジョイ クリスピー」のCMに戸田恵梨香が起用される[3]。
- また、かつてtvkのテレビ番組『saku saku』の水曜日の放送終了後に番組キャラクターの白井ヴィンセントらが出演した30秒CMが流れていた。この白井ヴィンセントなどのキャラクターが出演したCMではオリジナルソングが流れていた。
- 福岡のプロレス団体、華☆激でSOYJOYマンなる選手が試合をしている。入場時に、観客にSOYJOYを配って宣伝する。入場曲は『大豆PARADISE』。
- 西日本鉄道が運行している高速バス「はかた号」と「さぬきエクスプレス福岡」の車内では、朝食として利用者にSOYJOYとポカリスエットが配られている。なお、さぬきエクスプレス福岡（実際の運行は子会社の西鉄高速バス）は西鉄運行便でのみのサービスで、共同運行している四国高速バスの運行便では行っていない。
- 2017年11月、渡辺大知と中田クルミをTVCM「夫婦の朝篇」に起用[4]。
- 2019年、岸井ゆきのがTVCMに起用され、ウェブ限定のアニメCMに声優の水瀬いのりが起用された[5]。
- 2021年、池松壮亮をTVCMとウェブムービーのCMキャラクターに起用[6]。同年、ウェブ限定のアニメCMに水瀬が再び起用された[7]。